# 영동 영국사 구형승탑
영동 영국사 구형승탑(永同 寧國寺 球形僧塔)은 충청북도 영동군 양산면 누교리, 영국사에 있는 고려시대의 승탑이다. 1996년 1월 5일 충청북도의 유형문화재 제185호로 지정되었다.

## 개요
영국사 내의 원각국사비(보물 제534호) 뒤쪽에 자리하고 있는 사리탑으로, 사리의 주인공이 누구인지는 알수가 없다.
탑의 기단부(基壇部)는 네모난 바닥돌 위로 8각의 아래받침돌을 세우고, 역시 8각의 윗받침돌을 올려놓은 구조이다. 아래받침돌은 각 면마다 안상(眼象)을 얕게 새겼고, 위가 반듯한 윗받침돌은 밑으로 한겹씩의 연꽃무늬를 둘렀다. 탑신(塔身)의 몸돌은 둥근 공모양이며, 지붕돌은 8각으로 여러 조각들이 생략되어 밋밋하고 투박하다. 지붕돌 위로는 꽃봉오리모양을 한 머리장식을 올려 놓았다.
각 부분의 조각들이 생략되거나 간략화되고, 연꽃잎이 한겹으로 되어 있어 고려말·조선초의 작품으로 보인다. 원각국사비 뒷편에 있는 것으로 보아 원각국사와도 깊은 관련이 있었을 것으로 추측된다.

## 같이 보기
- 영동 영국사 원각국사비 (보물 제534호)

## 참고 자료
- 영동 영국사 구형승탑 - 국가유산청 국가유산포털